# Β铁
β铁是一種已過時的名詞，以前用來稱呼鋼鐵的一種顯微組織，後來發現其實就是溫度超過臨界溫度A2，由鐵磁性變為順磁性的肥粒鐵。
低碳鋼、中碳鋼及大部份鑄鐵在室溫下的主要相都是肥粒鐵（α鐵），當鐵或肥粒鐵钢加熱超過臨界溫度A2，也稱為居里溫度771 °C（1044K或1420 °F），其原子因熱的隨機運動已超過3d軌域未成對自旋電子的磁矩，A2是圖1相圖中β铁的溫度下界，β铁在晶体学上α鐵完全相同，只有磁疇及和溫度有關的延伸立方晶系晶格參數不同，因此在熱處理上的重要性不大。因為這個原因，β相半多不會視為一個獨立的相，會視為是α鐵在高溫下的情形，而the A2溫度的重要性也比A1（共晶溫度）、A3、Acm臨界溫度要低。Acm是奥氏体和碳化三鐵+γ-Fe平衡的狀態，已超過圖1的右邊界。在技術上來說，α相 + γ相的區域在超過A2之後即為β相 + γ相。β鐵的命名維持用希臘字母為鐵及鋼的相命名的習慣：肥粒鐵（α-Fe）、β铁（β-Fe）、奥氏体（γ-Fe）、高溫的δ鐵（δ-Fe）及高壓下的ε鐵（ε-Fe）。

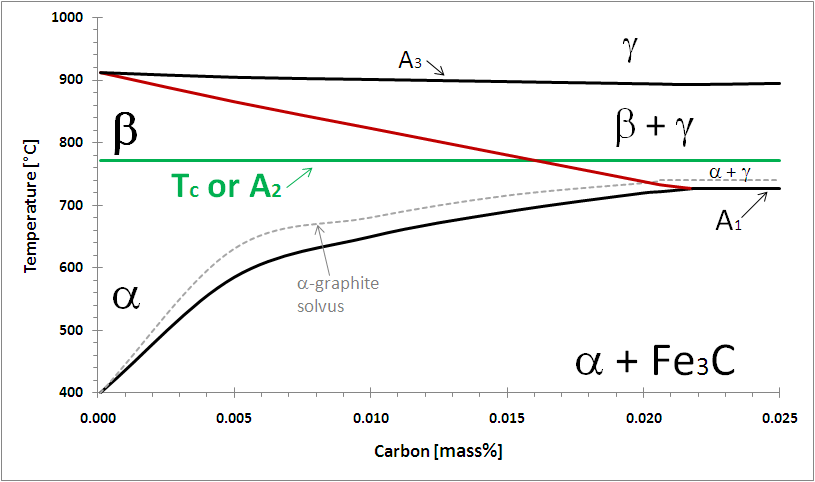
圖1：鐵碳相圖中，β鐵及A_{2}臨界溫度位在靠近鐵的一側

## A2臨界溫度和感應加熱
β铁和A2臨界溫度對鋼的感應加熱相當重要，如表面硬化的熱處理。鋼一般會在900–1000 °C奥氏体化，然後再進行淬火及回火。感應加熱是利用高頻的交流磁場，在居里溫度以下的二個效應來加熱鋼：渦電流的電阻加熱或焦耳（I2R）加熱，以及鐵磁性材料的磁滯損失。在A2溫度以上，磁滯現象消失，而相同溫度上昇需要的能量比A2溫度以下要高很多。需要用對應的電路，調整電感電源的阻抗來補償上述的變化。

## 地質學中的β铁
乌普萨拉大学的Saxena Dubrovinsky等人觀察一個高溫高壓鐵碳晶相下的X射線衍射（XRD），認為是β鉄。 A foil of 99.9%純肥粒鐵的薄片用金剛石砧壓縮，壓力在35–40 GPa，以形成標準的高壓相，六方最密堆積的ε鐵。將ε-Fe用雷射加熱到1500 K，用X射線衍射掃描，淬火後再掃描，出現了四層六方最密堆積超晶格的β，認為可能是地球鐵質地心的可能狀態。不過後續的研究無法產生β铁或是其他的正交晶系，因此上述實驗認為可能是亞穩態或是錯誤的結果。